# Assassin (Pferd)
Assassin  (* 1779; † 1794) war ein Rennpferd, das 1782 das Epsom Derby gewann.
Für seinen Züchter, Lord Egremont, war dies der erste Erfolg bei diesem in Großbritannien wichtigen Pferderennen. Assassin lief Rennen bis zu seinem fünften Lebensjahr und wurde dann auf Lord Egremonts Gestüt auf Petworth eingesetzt. Als Deckhengst war dieses Pferd jedoch nicht sonderlich erfolgreich.

## Abstammung

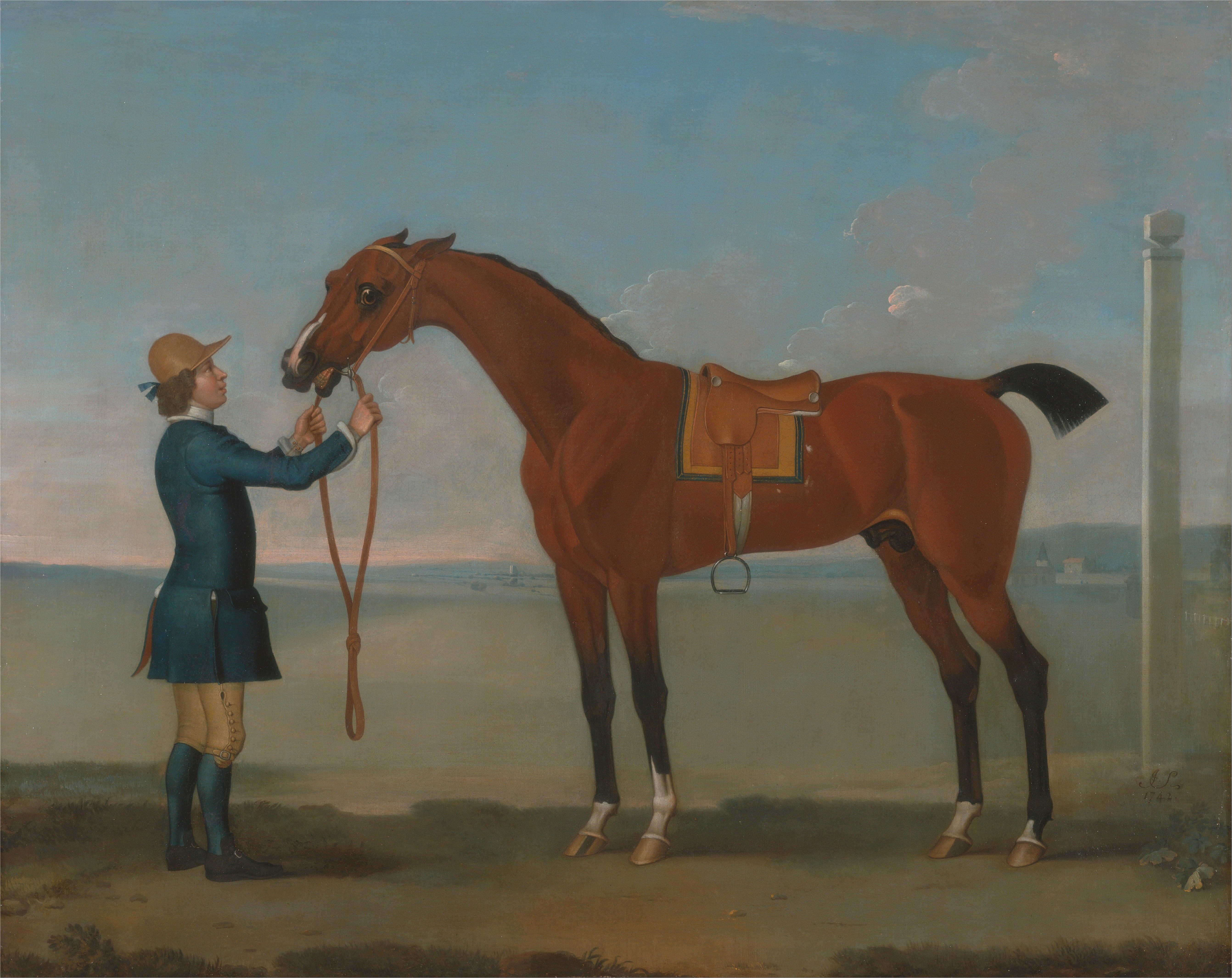
Flying Childers, Darstellung von James Seymour

Assassin geht in direkter väterlicher Linie auf Bleeding Childers zurück, einem Sohn von Darley Arabian. Dieser war 1704 von Syrien nach Aldby Park, North Yorkshire importiert worden und diente dort der Familie Darley als Deckhengst. Bleeding Childers lief selbst keine Rennen, da er bei größerer Anstrengung aus den Nüstern zu bluten begann. Er war auf Grund der Rennerfolge seines Vollbruders Flying Childers, der auf dem Gestüt seines Besitzers William Cavendish, 2. Duke of Devonshire überwiegend dessen Zuchtstuten deckte, jedoch ein nachgefragter Deckhengst anderer Züchter. In der Abstammung von Assassin taucht Bleeding Childers als Urur-Großvater sowohl mütterlicher- als auch väterlicherseits auf (in der Fachsprache vierter Vater in väterlicher und mütterlicher Linie). Flying Childers ist vierter Vater in mütterlicher Linie.
Godolphin Arabian ist ebenfalls vierter Vater in mütterlicher Linie. Dieser Hengst ist ein weiterer Gründungsvater des Englischen Vollbluts und gehörte zu einer Gruppe von Pferden, die der Bey von Tunis dem französischen König Ludwig XV. schenkte. Der Hengst fand aber am französischen Hof wenig Gegenliebe und gelangte in den Besitz des Engländers Edward Coke, der ihn als Deckhengst für sein Gestüt in Derbyshire übernahm.

## Rennpferd
Assassin wurde von Frank Neale in Newmarket trainiert. Während seiner Zeit als Rennpferd gewann er insgesamt acht Rennen. Das wichtigste Rennen, das er gewann ist das Epsom Derby, wo er 1782 erfolgreich war. Das Epsom Derby ist eines der ältesten englischen Pferderennen und heute eines der angesehensten Gruppe 1-Flachrennen der Welt für 3-jährige Hengste und Stuten. Es verläuft über 2423 Meter.
Assassin schlug außerdem in einem Match Race den Hengst Pot-8-os, der wie Assassin in direkter väterlicher Linie ebenfalls auf Squirt und Bleeding Childers zurückgeht. Pot-8-os, ein Sohn des Ausnahmepferdes Eclipse erwies sich jedoch als der langfristig erfolgreichere Vererber. Er zeugte 172 Rennsieger.

## Deckhengst
Assassin stand bis 1793 als Deckhengst auf Petworth. Die für ihn genommenen Deckgebühren waren nicht sehr hoch, weil unter seinen Nachkommen erfolgreiche Rennpferde fehlten. 1789 wurde eine Gebühr von zwei Guinees genommen, während für die gleichfalls in diesem Gestüt stehenden Hengste Mercury und Trentham zehn Guinees und 3 Guinees genommen wurden. Ab 1793 stand er als Deckhengst auf Langley Park in der Nähe von Colnbrook, wo ab 1794 ebenfalls nur zwei Guinee Deckgebühren genommen wurden.

## Pedigree
| Vater Sweetbriar (GB) 1769 | Syphon 1750           | Squirt           | Bleeding Childers           |
| Vater Sweetbriar (GB) 1769 | Syphon 1750           | Squirt           | Sister to Old Country Wench |
| Vater Sweetbriar (GB) 1769 | Syphon 1750           | Patriot Mare     | Bolton Patriot              |
| Vater Sweetbriar (GB) 1769 | Syphon 1750           | Patriot Mare     | Crab mare                   |
| Vater Sweetbriar (GB) 1769 | Shakespeare Mare 1763 | Shakespeare      | Hobgoblin                   |
| Vater Sweetbriar (GB) 1769 | Shakespeare Mare 1763 | Shakespeare      | Amorett                     |
| Vater Sweetbriar (GB) 1769 | Shakespeare Mare 1763 | Miss Meredith    | Cade                        |
| Vater Sweetbriar (GB) 1769 | Shakespeare Mare 1763 | Miss Meredith    | Amorett                     |
| Mutter Angelica 1761       | Snap 1750             | Snip             | Flying Childers             |
| Mutter Angelica 1761       | Snap 1750             | Snip             | Sister to Soreheels         |
| Mutter Angelica 1761       | Snap 1750             | Sister to Slipby | Fox                         |
| Mutter Angelica 1761       | Snap 1750             | Sister to Slipby | Gipsy                       |
| Mutter Angelica 1761       | Regulus Mare 1749     | Regulus          | Godolphin Arabian           |
| Mutter Angelica 1761       | Regulus Mare 1749     | Regulus          | Grey Robinson               |
| Mutter Angelica 1761       | Regulus Mare 1749     | Childers Mare    | Bleeding Childers           |
| Mutter Angelica 1761       | Regulus Mare 1749     | Childers Mare    | Sister One to True Blue     |

## Einzelbelege
1. ↑  McGrath: Mr. Darley's Arabian. Kapitel The cross strains now in being are without end. E-Book Position 693.
2. ↑  Robert Black: Horse-racing in England : a synoptical review. Richard Bently and Son, London 1893, S. 248 (handle.net).
3. ↑  Patricia Erigero: Pot-8-Os. www.tbheritage.com, abgerufen am 23. September 2017.
4. ↑  Rainer L. Ahnert (Hrsg.): Thoroughbred Breeding of the World. Pozdun Publishing, Dorheim 1970.
5. ↑  Edward und James Weatherby: Advertisements of stallions. In: Racing Calendar. Band 17, 1789, S. 378 (handle.net).
6. ↑  Edward und James Weatherby: Advertisements of stallions to cover in 1794. In: Racing Calendar. Band 21, 1793, S. 353 (google.com).
7. ↑  Staff: Assassin 5x Pedigree. Abgerufen am 24. September 2017.